# Lifeguard (personnage)
Ne doit pas être confondu avec Life Guards.
Lifeguard est un personnage de bande dessinée, une super-héroïne mutante de l’univers des Comics Marvel. Créée par Chris Claremont et Salvador Larroca, elle apparut pour la première fois dans X-Treme X-Men #6.

## Biographie du personnage
Heather et son frère Davis Cameron mène une vie tout à fait normale à Surfer's Paradise en Australie. Alors que son frère est surfeur, Heather est une sauveteuse. Lorsque ses pouvoirs font leur apparition, Heather les garde secrets et les utilise uniquement pour son travail sur les plages australiennes. À cette époque, les manifestations de ses pouvoirs sont le contrôle de l'eau et des courants ainsi qu'une habilité à respirer sous l'eau. Cela lui permet donc de sauver des vies que personne d'autre n'auraient pu sauver.
Lors d'une attaque de gangs mafieux à leur encontre, Heather et Davis apprennent par les X-Treme X-Men que leur père était en fait un seigneur de la pègre, connu sous le nom de Viceroy. De plus, son assassinat par la Triade Chinoise a été le moteur d'une recherche effrénée des gangs pour trouver ses deux enfants. Ils sont alors aidés par Tornade et Neal Shaara (le nouveau Thunderbird), qui les aident à terrasser leurs adversaires, dont notamment Sebastian Shaw et Lady Mastermind.
Durant le combat, cette dernière prend le contrôle de Sage, mais l'une des transformations de Lifeguard lui permet d'entrer dans l'esprit de Sage et cette dernière contrôle Heather pour se libérer. Néanmoins, cette « possession » est l'un des éléments déterminant, avec l'activation du gène-X de son frère, qui causent une rancœur d'Heather envers Sage.
À ce moment, Heather découvre l'étendue de ses pouvoirs : son gène-X lui permet de lui faire prendre n'importe quelle forme nécessaire pour sauver la vie d’une personne en danger autour d’elle ou pour sauver sa propre vie. Son pouvoir peut lui donner des ailes, une armure d’or, la capacité de respirer sous l’eau, ou d’autres capacités moins perceptibles, mais tout aussi imprévisible. Quelques fans de comics avaient vu en ce pouvoir le deus ex machina, qui menait à un certain rejet du nouveau personnage de Chris Claremont[réf. nécessaire]. 
Heather a depuis[Quand ?] rejoint la brillante équipe des X-Men et entame une liaison avec Thunderbird. Durant la mission d’infiltration du vaisseau galactique du seigneur de guerre Khan, Heather se métamorphose en une sorte d'alien, qui serait issue de la famille royale Shi'ar. On suppose donc que cette métamorphose est due à un héritage génétique. Toutefois, son frère, effrayé par la transformation de sa sœur (incapable de retrouver son apparence première), s'enfuit. C’est alors que Lifeguard et Thunderbird partent à sa recherche. Mais aujourd'hui encore[Quand ?], l'emplacement de Slipstream est inconnu.
Il y a peu de temps[Quand ?], Lifeguard et Thunderbird partent pour Genosha, aider une équipe locale de la X-Corporation.

## Pouvoirs et capacités
Heather est une métamorphe à l'instar de Mystique, dont le génome est autant shi'ar qu'humain. Selon la situation, elle est capable de prendre n’importe quelle forme pour sauver sa vie ou la vie d’une autre personne. Son pouvoir est néanmoins totalement aléatoire, ses transformations sont indépendantes de sa volonté et s'adaptent aux types de situation.
Il semble ne connaître aucune limite. Il se rapproche du pouvoir de Darwin : s'adapter pour survivre.